# Kosteletzkya rotundalata
Kosteletzkya rotundalata är en malvaväxtart som beskrevs av O.J.Blanch.. Kosteletzkya rotundalata ingår i släktet Kosteletzkya och familjen malvaväxter. Inga underarter finns listade i Catalogue of Life.